# Procottus jeittelesii
Procottus jeittelesii är en fiskart som först beskrevs av Dybowski, 1874.  Procottus jeittelesii ingår i släktet Procottus och familjen Abyssocottidae. Inga underarter finns listade i Catalogue of Life.